# Gabi Troeger-Weiß
Gabi Troeger-Weiß (* 29. Mai 1958 in Hof (Saale)) ist eine deutsche Universitäts-Professorin, Raumplanerin und Autorin mit den Schwerpunkten Regionalentwicklung, Regionalmarketing und Regionalmanagement.

## Werdegang
Troeger-Weiß besuchte die Grundschule in Bayreuth und legte dort am Richard-Wagner-Gymnasium 1977 ihr Abitur ab. Von 1977 bis 1982 studierte sie Geographie und Raumplanung sowie Volks- und Betriebswirtschaftslehre (insbesondere Absatzwirtschaft) und Öffentliches Recht an den Universitäten Bayreuth, St. Gallen und Zürich. Ihr Studium in Zürich und St. Gallen war ein Stipendiat des Deutschen Akademischen Austauschdienstes (DAAD).
Ab 1983 war sie bis zu ihrer Promotion 1987 hauptberufliche wissenschaftliche Mitarbeiterin am  Lehrstuhl Wirtschaftsgeographie und Regionalplanung der Universität Bayreuth. Für ihre Dissertation wurde sie mit dem Preis der Stadt Bayreuth für wissenschaftlich herausragende Leistungen ausgezeichnet. Zudem wurde als Akademischer Rat auf Zeit am Lehrstuhl Wirtschaftsgeographie und Regionalplanung der Universität Bayreuth berufen.
1990 kam sie als Regierungsrätin zur Anstellung zum Bayerischen Staatsministerium für Landesentwicklung und Umweltfragen in München. 1994 wurde sie zur Oberregierungsrätin ernannt. Im selben Jahr übernahm sie die Geschäftsführung der Euregio Egrensis, Arbeitsgemeinschaft Bayern e. V. in Marktredwitz. Zusätzlich übernahm sie ab 1996 die stellvertretende Leitung des Referats Umsetzung von Regionalen Entwicklungskonzepten und Teilraumgutachten sowie Regionalmanagemen im Bayerischen Staatsministerium für Landesentwicklung und Umweltfragen (Dienstsitz in Kulmbach). Ab 1998 übernahm sie auch noch die Geschäftsführung des Regionalforums Zukunft Oberfranken für die nachhaltige Regional- und Kommunalentwicklung Oberfrankens sowie als Plattform für das Regional- und Projektmanagement.
1998 habilitierte sie an der Universität Augsburg im Fach Sozial- und Wirtschaftsgeographie mit dem Thema Regionalmanagement – ein neues Instrument der Landes- und Regionalplanung, Schriften zur Raumordnung und Landesplanung. Seitdem war sie dort auch als Privatdozentin tätig.
Seit 2000 ist sie Professorin am Lehrstuhl Raum- und Regionalentwicklung an der damaligen Technischen Universität (TU) Kaiserslautern und heutigen Rheinland-Pfälzischen Technischen Universität in Kaiserslautern, wo sie von 2005 bis 2011 Dekanin war. Seit 2003 ist sie Mitglied im Frauenausschuss an der TU.
Von 2002 bis 2005 war sie Geschäftsführerin der Alumni-Vereinigung der Fachrichtung Raum- und Umweltplanung. In den Folgejahren übernahm sie mehrere Gastprofessuren, u. a. an der Universität Klagenfurt und der University of Namibia in Windhuk.
Seit 2007 ist sie Sprecherin des Landesschwerpunkts Region und Stadt im Rahmen der Forschungsinitiative des Landes Rheinland-Pfalz. 2011 wurde sie  von Bundesbauminister Peter Ramsauer als Mitglied des Beirats für Raumentwicklung berufen, wo sie zum erweiterten Vorstand gehört.
2019 bekam sie durch den Bayerischen Staatsminister für Wirtschaft, Landesentwicklung und Energie die  Staatsmedaille für besondere Verdienste um die bayerische Wirtschaft verliehen.

## Privates
Troeger-Weiß ist verwitwet und hat aus dieser Beziehung einen Sohn.

## Werke
Troeger-Weiß hat an über 140 Veröffentlichungen, vor allem in Fachzeitschriften, mitgewirkt. Eine ausführliche Liste befindet sich hier. Dabei wirkte sie vor allem an den Festschriften von verschiedenen Projekten mit.
Zudem ist Troeger-Weiß seit 2002 Herausgeberin folgender Schriftenreihen:
- Materialien zur Regionalentwicklung und Raumordnung.
- mit Konrad Goppel: Schriften zur Raumordnung und Landesplanung.
- Arbeitspapiere zur Regionalentwicklung.

## Mitgliedschaften
Troeger-Weiß war bzw. ist Mitglied in folgenden Kommissionen und Ausschüssen:
- 2001: Mitglied in der Berufungskommission für die Juniorprofessur Stadtsoziologie der Fachrichtung Raum- und Umweltplanung des Fachbereichs Architektur/Raum- und Umweltplanung/Bauingenieurwesen der Universität Kaiserslautern
- seit 2003: Studienreform-Kommission der Fachrichtung Raum- und Umweltplanung des Fachbereichs Architektur/Raum- und Umweltplanung/Bauingenieurwesen der TU Kaiserslautern
- seit 2003: Frauenausschuss an der TU Kaiserslautern
- seit 2004: Hochschulrätin der TU Kaiserslautern in der Funktion als Senatsfrauenbeauftragte
- 2005: Leitung der Kommission zur Evaluierung der Juniorprofessur Stadtsoziologie im Fachbereich Architektur/Raum- und Umweltplanung/Bauingenieurwesen der TU Kaiserslautern
- seit 2004: Senatskommission Hochschulentwicklungsplan
- 2006: Mitglied in der Kommission zur Evaluierung der Juniorprofessur Immobilienökonomie im Fachbereich Architektur/Raum- und Umweltplanung/Bauingenieurwesen der TU Kaiserslautern
- 2006: Mitglied in der Berufungskommission für die Honorarprofessur Planungs- und Baurecht
- 2006/2007: Mitglied in der Berufungskommission W3-Professur Stadt-, Regional und Umweltökonomie in der Fachrichtung Raum- und Umweltplanung im Fachbereich Architektur/Raum- und Umweltplanung/Bauingenieurwesen der TU Kaiserslautern
- 2007: Mitglied in der Berufungskommission Honorarprofessur Public Management
- 2007: Vorsitzende der Berufungskommission W2-Professur Ländliche Ortsplanung im Fachbereich Architektur/Raum- und Umweltplanung/Bauingenieurwesen der TU Kaiserslautern
- 2007: Vorsitzende der Berufungskommission W2-Professur Stadtsoziologie im Fachbereich Architektur/Raum- und Umweltplanung/Bauingenieurwesen der TU Kaiserslautern
- 2008: Vorsitzende der Berufungskommission W2-Professur Stadtumbau und Ortserneuerung im Fachbereich Architektur/Raum- und Umweltplanung/Bauingenieurwesen der TU Kaiserslautern
- seit 2008: Steering Committee 3 als beratendes Gremium des Präsidenten der TU Kaiserslautern im Bereich der Forschung
- 2011: Vorsitzende der Kommission zur Evaluierung der Juniorprofessur Physische Geographie im Fachbereich Raum- und Umweltplanung der TU Kaiserslautern
- 2011/2012: Vorsitzende der Berufungskommission W2-Professur für Physische Geographie und Didaktik im Fachbereich Raumplanung der TU Kaiserslautern
- seit 2013: Beratendes Mitglied der Vergabekommission für Graduiertenstipendien der TU Kaiserslautern im Amt der Gleichstellungsbeauftragten der TU Kaiserslautern
- seit 2011: Beirat für Raumentwicklung beim Bundesministerium des Innern, für Bau und Heimat

## Auszeichnungen
- 1987: Preis der Stadt Bayreuth für wissenschaftlich herausragende Leistungen
- 2009: Löhnpreis 2009 – Transferpreis der Steinbeis-Stiftung
- 2019: Staatsmedaille für besondere Verdienste um die bayerische Wirtschaft